# 輪椅網球

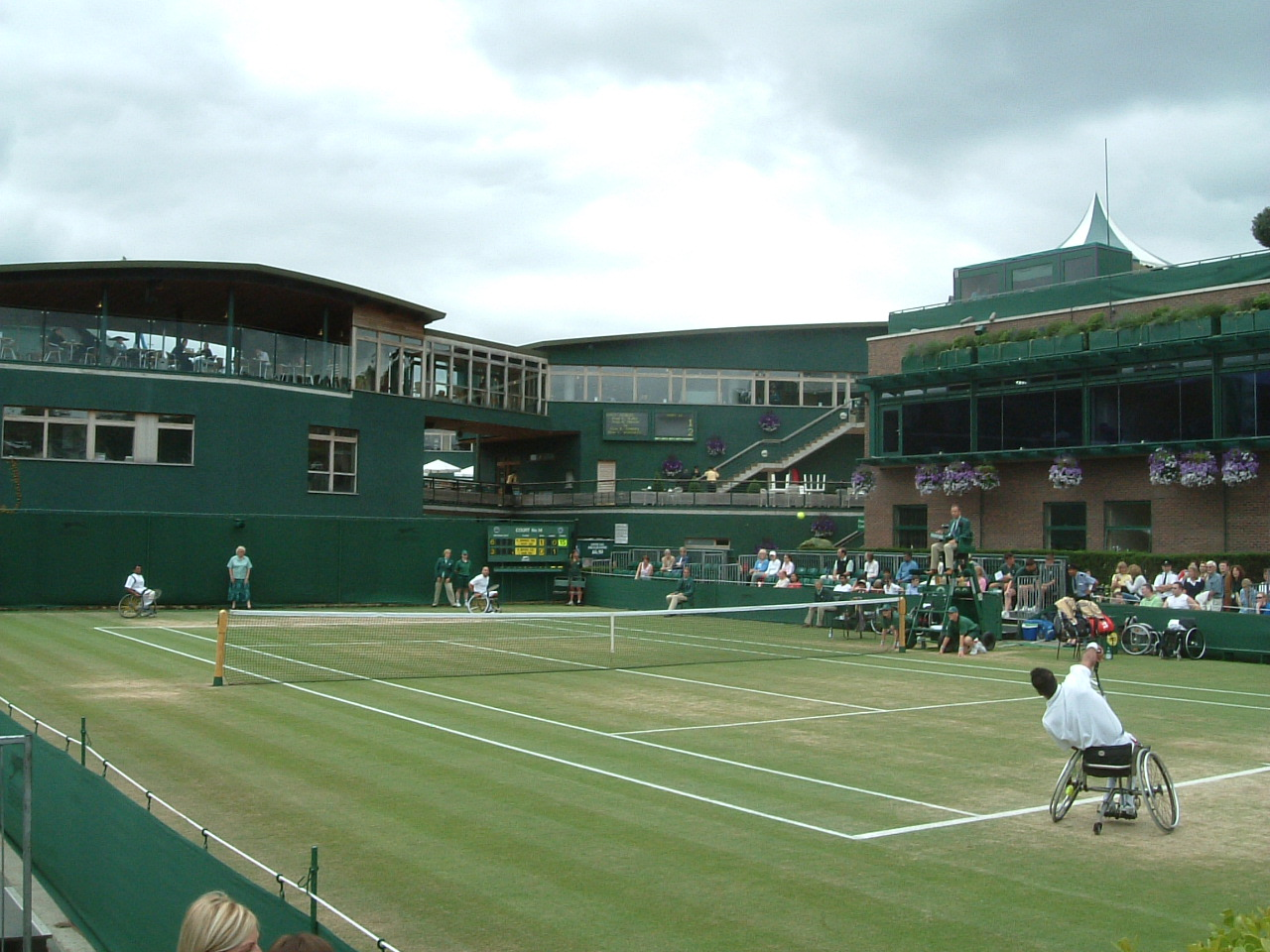
溫布頓輪椅網球雙打

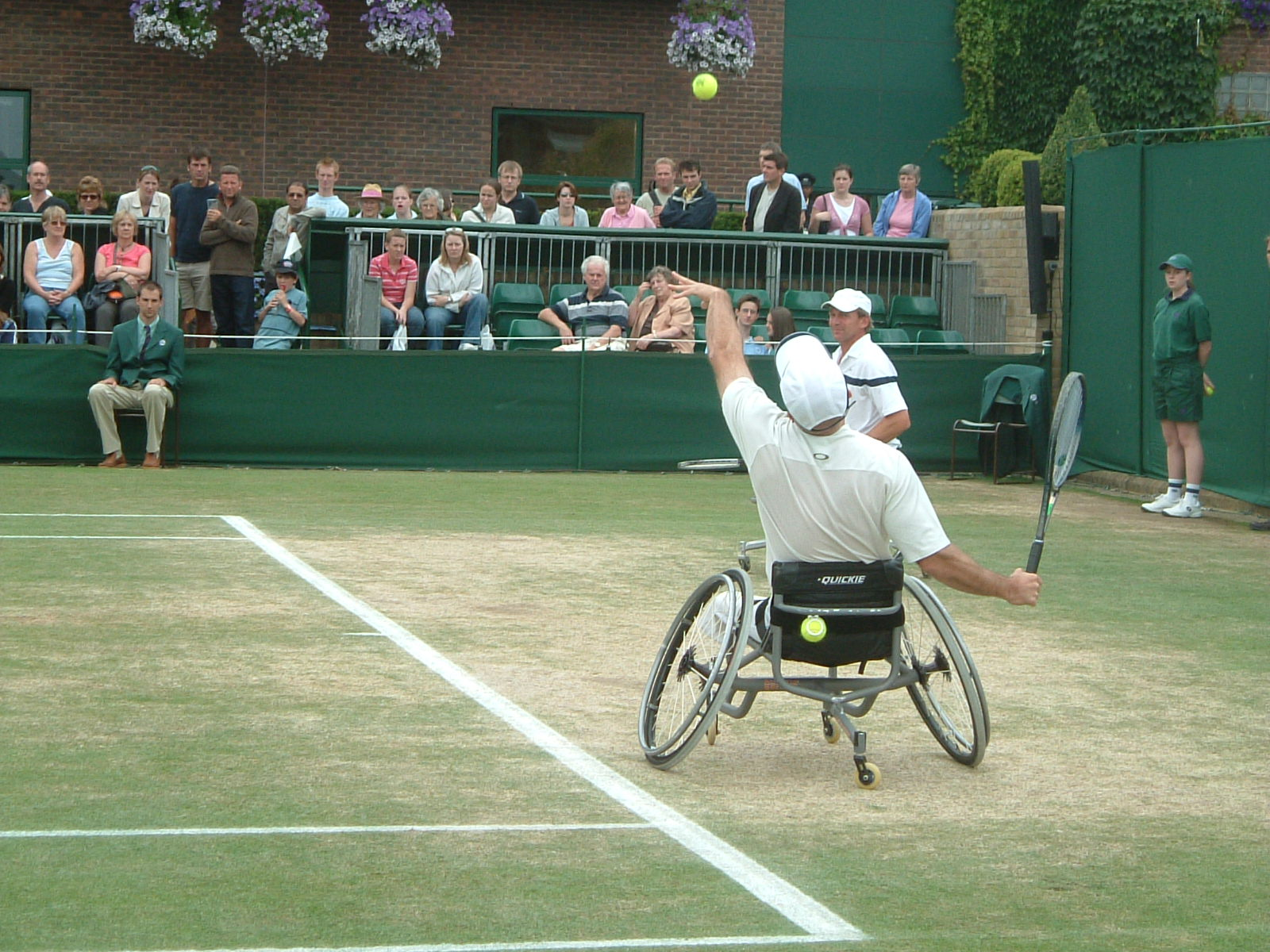
溫布頓輪椅網球雙打

輪椅網球（英語：Wheelchair tennis）是一項帕拉林匹克運動會項目，是專門讓四肢癱瘓、下肢殘疾且上肢截肢的運動員參加的比賽項目，運動員必須坐在輪椅上進行比賽。這些項目也被包含在大滿貫賽之中，從1991年起首次列入美網上賽程，到2006年溫網也加入後，每年四大滿貫賽幾乎都有這個項目。

## 比賽分級
傷殘奧林匹克運動會輪椅網球比賽是讓除了智能及視覺障礙之外的所有傷殘運動員參加的比賽項目。按照運動員的殘障程度，將他們分為2個級別：
- 公開級：此級別的運動員為雙腿有明顯或永久的損傷，而手部的活動能力正常。殘障的類型主要是半身不遂、單腿或雙腿曾進行截肢。
- 四肢傷殘級：此級別的運動員為雙手及雙腿都有明顯或永久的損傷。因此他們在控制球拍及輪椅都有一定程度的困難，因此部份運動員需要用帶子將球拍綁緊於手部[1]。

## 比賽規則
輪椅網球的場地與普通網球一樣（長度23.77米、闊度8.23米、網高91.4厘米），而規則與計分方法亦與普通網球相近，除了以下數項的分別：
- 輪椅網球允許網球落地2次，而第2次可以是界內或是界外。
- 輪椅會被認為身體的一部份，因此所以牽涉運動員身體的規則亦適合於輪椅上。
- 如果運動員不能夠用車輪移動輪椅，他可以使用腳來移動輪椅，但是以下情況例外：
  - 當身體向前移動，包括揮拍擊球；
  - 從開始揮拍的動作直至球拍擊中網球。以上情況用腳接觸地面都會失分。
- 此外，當運動員在網球第3次落地前未能擊球，以及在擊球時臀部的任何一側都沒有接觸到輪椅的座椅都會當作失分。
- 其他詳細規則可以參考國際網球總會的網頁[2][3]
- 大部分比賽的模式為直接的淘汰賽，並設有種子制[4]。

## 外部連結
- International Tennis Federation: Wheelchair Tennis （页面存档备份，存于）
- International Paralympic Committee: Wheelchair Tennis （页面存档备份，存于）
- United States Tennis Association: Wheelchair Tennis （页面存档备份，存于）
- Tennis Foundation (Great Britain): Wheelchair Tennis （页面存档备份，存于）
- BBC Gloucestershire feature on the 2007 National Wheelchair Tennis Championships in Gloucester. （页面存档备份，存于）
- History of Wheelchair Tennis （页面存档备份，存于）